# Need for Speed: Underground 2
Need for Speed: Undergound 2 is een computerspel en het vervolg op Need for Speed: Underground uit de reeks Need for Speed. Het spel kwam in Europa uit op 19 november 2004 voor verschillende spelcomputers: PlayStation 2, Xbox, GameCube, Game Boy Advance, Nintendo DS, mobiele telefoons en pc.
Het is het eerste Need for Speed-spel in de serie waarin vrij rondgereden kan worden.

## Plot
De speler, nog steeds de topracer van Olympic City, is op een avond in zijn Nissan Skyline op weg naar een feest als een onbekende man hem belt en een plaats in zijn team aanbiedt, maar ook zegt geen "nee" te zullen accepteren. Plots doemt er een Hummer H2 met felle lichten op die het zicht van de speler verblindt, waardoor hij een ongeluk krijgt en zijn Nissan Skyline stuk rijdt.
Zes maanden later zit de speler in een vliegtuig op weg naar de fictieve stad Bayview met een brief van ene Samantha, die schrijft dat ze in die stad een vriendin met de naam Rachel Teller heeft. Op de luchthaven staat Rachels Nissan 350Z voor de speler klaar, waarmee hij drie of vier races kan doen voordat Rachel de auto terug wil. De speler kan dan een gratis auto uitkiezen van het verzekeringsgeld dat hij kreeg voor zijn gecrashte Skyline.
Hoe verder de speler in het spel komt, hoe meer races hij kan rijden. En hoe meer races de speler wint, hoe meer onderdelen hij vrijspeelt om zijn auto aan te passen. In het spel heeft de speler ook de mogelijkheid om een sponsor te strikken. De speler ontvangt dan tekengeld en vaak een bonus. Wel staat daar tegenover dat hij een aantal races moet uitvoeren die hij van de sponsor toegewezen krijgt. Deze races zijn vaker moeilijker dan de normale races, maar leveren wel veel meer cash op.
Bij een bepaalde race ontmoet de speler Caleb en zijn team: de Street Reapers. Later ontdekt de speler dat de bestuurder van de Hummer H2 Caleb is en dat hij sponsors manipuleert.
Nadat de speler de Street Reapers heeft verslagen, daagt Caleb hem uit voor een laatste race met zijn Pontiac GTO en verslaat hem, waardoor hij niet alleen de beste racer van Olympic City is, maar ook van Bayview.

## Evenementen
- Circuit: de speler rijdt simpelweg een aantal ronden.
- Sprint: geen ronden, maar van punt A naar punt B.
- Street X: ongeveer hetzelfde als Circuit, maar dan op een gesloten baan zonder verkeer met krappe bochten en smalle wegen. Hier is het gebruik van nitro niet toegelaten.
- Drag: korte sprint waarin de speler zelf moet schakelen, waarbij sturen automatisch gaat (de speler kan wel van baan wisselen) en waar men uit moet kijken voor verkeer.
- Drift: in dit evenement moet zo veel mogelijk gedrift worden.
- URL (Underground Racing League): een toernooi op een legaal circuit waarin de speler met de meeste punten aan het eind van het toernooi wint.
- Vrij racen: De Speler kan hier vrij rondrijden in zijn of haar auto naar keuze. Hierin kan de speler het ook opnemen tegen andere racers in de stad.

## Platforms
| Jaar | Platform                                                 |
| ---- | -------------------------------------------------------- |
| 2004 | Game Boy Advance, GameCube, PlayStation 2, Windows, Xbox |
| 2005 | Nintendo DS, Mobiele telefoon                            |

## Ontvangst
| Beoordeeld door         | Jaar | Platform      | Score |
| ----------------------- | ---- | ------------- | ----- |
| 4Players.de             | 2004 | PlayStation 2 | 90%   |
| Xbox Front              | 2005 | Xbox          | 87%   |
| UOL Jogos               | 2004 | PlayStation 2 | 80%   |
| Jeuxvideo.com           | 2004 | Xbox          | 75%   |
| Jeuxvideo.com           | 2004 | GameCube      | 75%   |
| PlayFrance              | 2005 | PlayStation 2 | 75%   |
| GameSpot                | 2004 | Windows       | 74%   |
| N-Zone                  | 2005 | Nintendo DS   | 74%   |
| Fragland.net            | 2005 | PlayStation 2 | 72%   |
| UGO (UnderGroundOnline) | 2004 | Windows       | 67%   |

Onder veel gamers en vooral de racefanaten wordt Need for Speed Underground 2 beschouwd als de beste in de reeks van Need for Speed.

## Trivia
- Alle Street X-parkoersen zijn de Drift-parkoersen uit Need for Speed: Underground, behalve Industrial Park 1.
- Het personage Rachel Teller wordt gespeeld door actrice en model Brooke Burke.

The Need for Speed · II · III: Hot Pursuit · Road Challenge · Porsche 2000 · Hot Pursuit 2 · Underground · Underground 2 · Underground Rivals · Most Wanted (2005) · Carbon · Pro Street · Undercover · Nitro · Shift · World · Hot Pursuit (2010) · Shift 2: Unleashed · The Run · Most Wanted (2012) · Rivals · Need for Speed · Payback · Heat · Unbound